# Utriculaires
Pour les articles homonymes, voir utriculaire.

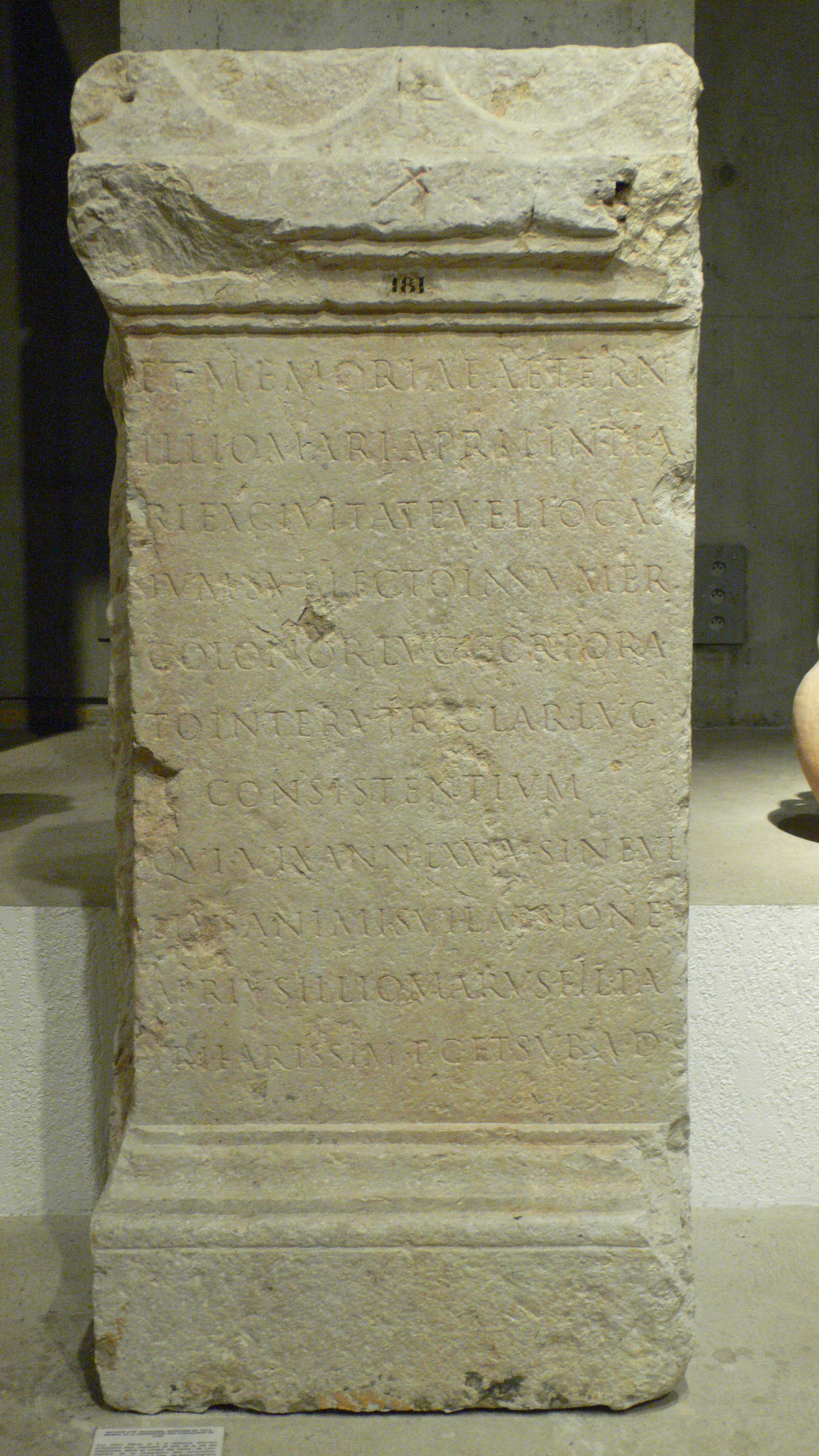
épitaphe d'un utriculaire de Lyon

Le terme d’utriculaires (latin utricularius, utriclarius sur les inscriptions) désigne un métier de l’Antiquité concernant des outres dont la fonction exacte demeure imprécise. Ils sont essentiellement connus par l’épigraphie latine et sont surtout attestés dans les provinces gauloises ainsi qu’en Dacie.
Le terme utricularius pourrait au départ désigner un fabricant d’outres (d’uter « outre »), mais le terme utrarius convient mieux pour désigner le métier. Utricularius désigne très exceptionnellement un joueur de cornemuse. On trouve l’essentiel des mentions d’utriculaires dans un contexte différent. Connus par des inscriptions, ils sont organisés en collège et liés aux domaines du commerce et du transport. Ainsi à Saint-Gabriel, les utriculaires d’Ernaginum figurent aux côtés des nautes de la Durance sur une inscription latine mentionnant leur patron. Leur présence aux côtés des nautes laisse deviner un rôle de transporteur. À la suite de Calvet on a traditionnellement considéré que ces utriculaires étaient des bateliers qui se servaient de radeaux soutenus par des outres. Cette opinion a été traditionnellement reçue par les épigraphistes.
Elle a toutefois été remise en cause à partir des années 1980. Ainsi, pour P. Kneissl, les utriculaires étaient des transporteurs routiers véhiculant vin et huile dans des outres sur des bêtes de somme ou sur des chariots, opinion appuyée plus récemment par d’autres chercheurs qui ont montré que dans le contexte d’Ernaginum, l’idée de radeaux d’outres semblait peu pertinente : les utriculaires étaient ici des transporteurs routiers assurant le passage entre la plaine d’Arles et la plaine de la Durance.

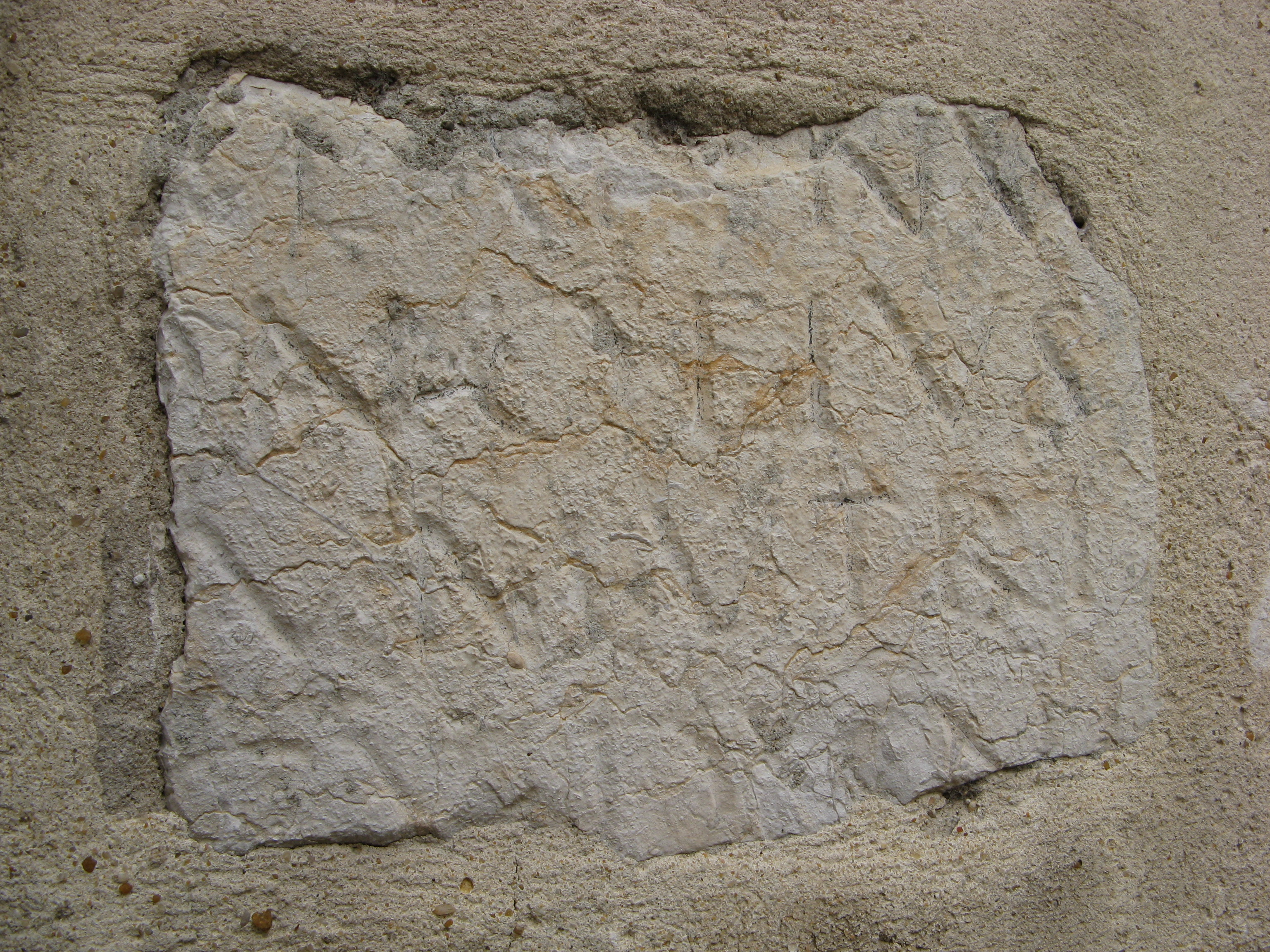
Inscription latine de Montélimar mentionnant les utriculaires de Lyon

De nombreuses autres mentions d’utriculaires existent en Gaule. Ainsi à Lugdunum on connaît un des membres du collège, un marchand toilier établi à Lyon, ainsi qu’un des patrons du collège local qui était un important négociant en vin et un naute de la Saône. Ce négociant était aussi lié à Alba-la-Romaine où l’on connaît aussi l’existence d’un collège d’utriculaires . Les utriculaires de Lyon sont aussi attestés à Montélimar. À Cimiez, le collège des utriculaires figure aux côtés de celui des centonarii lorsque son patron, décurion de cité, exécute la dédicace d’une statue de Minerve. Tandis qu’à Lattes, les utriculaires figurent aux côtés des fabri (ouvriers ou artisans). Les utriculaires sont donc mentionnés dans les grands ports, parfois à proximité de cours d’eau plus modestes sans toutefois que l’on soit obligé, on l’a vu, d’en faire des navigants, on les retrouve aussi auprès des régions viticoles comme Alba-la-Romaine, ils pouvaient à chaque fois offrir un service local ou à plus grande distance. 
En dehors de la Gaule, des collèges d’utriculaires sont attestés en Dacie.
Bref, on pourrait suggérer des professionnels spécialistes du transport de biens pondéreux ou liquides utilisant des outres naturelles (une seule peau de bête) ou plusieurs outres artificielles car confectionnées au moyen de plusieurs peaux cousues entre elles. La technicité du métier (fabrication, réparation) consistait d'abord en la réalisation de coutures étanches utilisant en induction de la poix et de la graisse pour renforcer l'étanchéité, c'est l'uter unctus de Virgile (Géorgiques, II, 384). L'utilisation de ces outres comme mode de transport, supports de radeaux ou récipients de dimensions variées portées sur un mulet, un charriot ou une péniche, était secondaire au moins initialement.